# Фация (ландшафтоведение)
Фа́ция (от лат. facies — лицо, облик) в ландшафтоведении — предельная категория геосистемной иерархии, характеризующаяся полной однородностью; элементарная морфологическая единица географического ландшафта, структурная часть подурочища.
Фации обычно территориально совпадают с нано- и микроформами рельефа. В биогеоценологии принята трактовка понятия «биогеоценоз» как экосистемы, пространственно совпадающей с фацией, академик В. Б. Сочава предложил понимать под биогеоценозом конкретный выдел фации, в таком случае сама фация — низовое классификационное объединение биогеоценозов, то есть типологическое понятие (вид биогеоценозов).

## Основные характеристики
- Однородность микроклимата, водного режима, почвы.
- Расположение в пределах одного биоценоза.

Многообразные варианты ландшафтной фации обуславливаются естественными природными различиями и различными формами деятельности человека (вырубка лесов, распашка, мелиорация земель и др.)